# Les Misérables (film, 1995)
Les Misérables du XXe siècle
Pour les articles homonymes, voir Les Misérables (homonymie).
Pour plus de détails, voir Fiche technique et Distribution.
Les Misérables, également nommé Les Misérables du XXe siècle,, est un film français réalisé par Claude Lelouch et sorti en 1995. C'est une adaptation libre du roman éponyme de Victor Hugo.

## Synopsis
En 1900 le père d'Henri, un chauffeur également nommé Henri, est faussement accusé d’avoir assassiné son patron, le comte de Villeneuve, qui s'est suicidé. Il est condamné au bagne; quant à sa femme, elle trouve un emploi dans une taverne sur une plage de Normandie. Elle sera obligée de se prostituer pour trouver de l'argent dans l'espoir de payer un avocat pour son époux. Après quelques tentatives d'évasion qui échouent, le père d’Henri meurt en tentant une énième sortie et en apprenant la nouvelle, la mère d’Henri se suicide. Henri grandit en étant recueilli par le tavernier qui lui apprend la boxe à défaut d'aller à l'école. Lorsque sonne la fin de la Première Guerre mondiale, Henri est sacré champion de boxe française. 
Des années plus tard, Élisa, une ballerine, et André Ziman, un jeune journaliste juif et étudiant en droit,  se rencontrent à la suite d'une représentation d’un ballet basé sur Les Misérables au palais Garnier. Plus tard, pendant la Seconde Guerre mondiale, André et Élisa, maintenant mariés et leur fille Salomé tentent de traverser la frontière suisse pour échapper aux nazis. Ils rencontrent Henri, propriétaire d’une entreprise de déménagement. Ce dernier accepte de leur venir en aide s'ils lui lisent le célèbre roman de Victor Hugo. Afin de la protéger davantage, les Ziman confient leur fille à Henri, qui la fait inscrire dans un couvent catholique pour jeunes filles. Croyant avoir trouvé un passeur, André et Élisa ainsi que d'autres sont pris en embuscade alors qu’ils tentent de traverser la frontière. Élisa est arrêtée et André blessé, laissé pour mort avant d'être récupéré par un couple d'agriculteurs, qui vont le mettre à l'abri. Leur expliquant, qu'il veut les dédommager André leur explique qu'il peut les payer avec des chèques à récupérer dans une banque suisse. Très vite la femme de l'agriculteur va essayer d'avoir une relation avec lui mais sans succès, faisant croire à son mari qu'il est trompé.
Repéré et torturé par la Milice de Vichy pour avoir aidé des juifs, Henri rejoint ensuite les membres d'un gang de bandits qui rejoignent la Résistance française. Henri s'aperçoit vite que leur mission consiste plus à profiter des attaques aériennes pour piller les maisons vides que d'attaquer sérieusement l'occupant nazi. De son côté Élisa et d’autres femmes sont obligées de divertir les occupants nazis au Palais Garnier mais elle finit par être envoyée dans un camp de concentration pour avoir été provocante. Après avoir organisé une attaque contre un train transportant des fonds pour le gouvernement de Vichy, Henri et ses compagnons se rendent en Normandie pour visiter la taverne où il a vécu enfant. L’invasion du jour J est lancée le lendemain et Henri soutient les forces alliées lorsqu’elles conquièrent la plage. Dans la bataille, l'établissement est touché par une bombe et Marius, son frère de cœur, meurt tout en sauvant la vie du fils du propriétaire de la taverne.
Pendant ce temps, André est coincé chez les agriculteurs qui empochent pour lui des chèques dans une banque suisse mais ils lui mentent en affirmant que les Allemands ont repris l'avantage et qu'ils vont bientôt remporter la guerre. Ils iront jusqu'à lui faire croire que Salomé est morte à cause des lettres qu'il lui écrivait. À la fin de la guerre, Henri accepte une offre de gérer un camp de loisirs à l'Île-Adam ( à 33km de Paris). Il y reçoit une lettre de Salomé, qui n'a aucun moyen de contacter sa famille. Il l’emmène avec lui à la station, qu’il nomme Chez Jean Valjean. Un jour, Élisa, ayant survécu à un camp de concentration en Pologne, finit par les retrouver.
Un jour, un ancien agent de la police de Vichy accuse Henri d'avoir encouragé les activités du gang pendant la guerre et d’avoir volé et incendié un train. Il est emprisonné dans l’attente de son procès. Le mari agriculteur décide d'en finir avec André qu'il retient captif depuis des années mais son épouse lui tire dessus avant que ce dernier ne l'étrangle. Trois semaines plus tard, n'ayant plus de leur nouvelle André se décide à sortir pour la première fois de la cave avec sa jambe malade et émerge pour trouver le couple de fermiers morts. Il apprend ensuite que la guerre est terminée. Il rejoint sa femme et sa fille Chez Jean Valjean puis représente Henri à son procès et obtient son acquittement.
À la fin du film, Henri, devenu maire, préside au mariage civil de Salomé et Marius, le fils de son frère de cœur, en présence d'André et Élisa et de la mère supérieure de l’école qui a abrité Salomé. André Ziman cite Victor Hugo : « Le meilleur de notre vie est encore à venir. »

## Fiche technique
- Réalisation : Claude Lelouch
- Assistance-réalisation : Simon Lelouch, Daniel Ziskind
- Scénario : Claude Lelouch, librement adapté du roman de Victor Hugo
- Musique : Francis Lai, Michel Legrand, Didier Barbelivien, Philippe Servain, Erik Berchot, chanson du générique de fin interprétée par Patricia Kaas
- Photographie : Claude Lelouch, Philippe Pavans de Ceccatty
- Montage : Hélène de Luze
- Décors : Jacques Bufnoir, Laurent Tesseyre
- Ingénieur du son : Harald Maury
- Montage son : Jean Gargonne
- Créatrice de costumes: Dominique Borg
- Effets spéciaux : Dominique Colladant, Georges Demétrau, Guy Monbillard
- Cascadeurs : Gilles Conseil, Frédéric Vallet, Daniel Vérité
- Production : Claude Lelouch, Jean-Paul De Vidas, Tania Zazulinski
- Distribution : Canal+, Les Films 13, TF1
- Pays de production :  France
- Langue originale : français
- Genre : Drame et historique
- Durée : 174 minutes
- Date de sortie :
  - France : 22 mars 1995

## Distribution
- Jean-Paul Belmondo : Henri Fortin père (1900 à 1902) et fils alias Léopold (1942 à 1952) / Jean Valjean
- Michel Boujenah : André Ziman
- Alessandra Martines : Élise Ziman
- Salomé Lelouch : Salomé Ziman / Cosette
- Annie Girardot : Madame Thénardier (1942 à 1945)
- Philippe Léotard : Thénardier (1942 à 1945)
- Clémentine Célarié : Catherine / Fantine
- Philippe Khorsand : Le policier / Javert
- Ticky Holgado : « L'Addition »
- Rufus : Guillaume père (1901 à 1918) et fils (1944) / Thénardier (1830)
- Nicole Croisille : Madame Guillaume (1901 à 1902) / Madame Thénardier (1830)
- William Leymergie : Toureiffel
- Jean Marais : L'évêque (1942) / Monseigneur Bienvenu Myriel, évêque de Digne
- Micheline Presle : La mère supérieure
- Daniel Toscan du Plantier : Le comte de Villeneuve
- Michaël Cohen : Marius
- Jacques Boudet : Le médecin de campagne
- Robert Hossein : Le maître de cérémonie
- Darry Cowl : Le bouquiniste
- Antoine Duléry : « Toubib »
- Jacques Gamblin : Le bedeau
- Pierre Vernier : Le chef du bagne
- Cyrielle Clair : La comtesse du bal
- Paul Belmondo : Léopold alias Henri Fortin fils (1918)
- Sylvie Joly : L'aubergiste de la plage
- Margot Abascal : Salomé, à 18 ans
- Jean-François Dérec : Le passeur du Jura
- Isabelle Sadoyan : Madame Magloire
- Jacques Bonnot : « Bonnard »
- Marie Bunel : une jeune femme juive
- Mickael Bussinger : le jeune fils Thénardier
- Nathalie Cerda : une jeune femme juive
- Max Fournel : le maire de L'Isle Adam
- Valerio Gamberini : le petit ramoneur « Passe ton chemin ! »
- Pierre-Alexis Hollenbeck : Jeannot Guillaume / Gavroche Thénardier
- Maurice Mons : le méchant voisin
- Anne-Marie Pisani : une jeune femme juive
- Wolfgang Pissors : l'officier du bunker
- Marie-France Santon : la fidèle voisine
- Peter Semmler : l'officier allemand
- Guillaume Souchet : Léopold alias Henri Fortin fils à 9 ans
- Nicolas Vogel : le général de Verdun
- Maurice Auzel : un déménageur
- Jean-Claude Bouillaud : le brigadier 1830
- Rémy Carpentier : le garde-chasse
- Jean-Philippe Chatrier : Jeanjean
- Michel Deligne : le gendarme 1900
- Gilles Détroit : le gendre des fermiers
- Gilles Dimicelli : le colosse de l'auberge
- Maryline Even : la femme du passeur
- Stéphane Ferrara : un flic
- Aldo Frank : le  pianiste de l'auberge
- Ariane Gardel : la fille des fermiers
- Allen Hoist : le GI pianiste
- Henri-Jacques Huet : l'administrateur de l'opéra
- Bernard Lincot : le bagnard costaud
- Joseph Malerba : le pompiste 1942
- Jacques Marty : le déménageur
- Hugues Massignat : un flic
- Olivier Mazoyer : un flic
- Natty Tardivel : Germaine (créditée « Natty »)
- Mario Pecqueur : l'officier 1918
- Marcel Pigou : un déménageur
- Sabaya : Cosette à 6 ans
- Sachka : l'enfant 1942
- Richard Sammel : le caporal allemand du Jura
- Simon Sportich : le voyageur du train
- Ricardo Stein : le général américain
- Emmanuel Subes : un flic
- Arlette Thomas : la concierge
- Lou Tordjman : la voyageuse du train
- Thierry Triveillot : Kid Marcel
- Jean-Michel Verner : l'aide flic
- Jürgen Zwingel : l'officier allemand du train
- Rémi Bergman : le reporter américain
- Didier Barbelivien : le chanteur de Villers libéré

## Production
Le tournage se déroule à Paris, Pontarlier, Villers-sur-Mer, Baume-les-Messieurs, Montbenoît, Lons-le-Saunier, Fort de Joux, Frémécourt, Marines, Us et L'Isle-Adam[réf. nécessaire].

## Autour du film
Selon son habitude, Lelouch brasse les époques en s'inspirant librement du drame de Victor Hugo qu'il transpose dans la France de la collaboration, en 1942. Jean Valjean, joué par Belmondo, devient Henri Fortin tandis que Jean Marais dans une courte apparition très remarquée, interprète le rôle de Monseigneur Myriel, un évêque confronté à la Gestapo.

## Sortie et accueil

### Box-office
Le film, distribué dans 298 salles, prend la première place du box-office français avec 243 164 entrées lors de sa première semaine d'exploitation. Si le démarrage est assez similaire au précédent film de Claude Lelouch, Tout ça... pour ça ! (244 149 entrées sur 155 salles en 1993), il est en deçà de celui de la précédente collaboration de Lelouch avec Jean-Paul Belmondo, Itinéraire d'un enfant gâté (plus de 507 000 entrées pour sa première semaine en salles en 1988).
La semaine suivante, le long métrage obtient trente-huit salles supplémentaires et reste en tête du box-office avec 197 136 entrées, soit une baisse de fréquentation de près de 19%, pour un cumul de 440 404 entrées. Le film totalise 988 322 entrées, dont 987 384 entrées rien que pour l'année de sa sortie et 1 001 967 entrées en fin d'exploitation.

## Anachronismes
- Claude Lelouch met dans la bouche du petit ramoneur des Misérables la chanson écrite par Henri Fortin au bagne. Or la scène des Misérables a lieu en 1815, et le gaz de butane dont parle la chanson n'est pas encore utilisé (contrairement au gaz de ville, utilisé à partir de 1812) ; de même, le terme poubelle ne sera inventé qu'en 1884. Il est possible que ce soit une projection de l'esprit de Henri fils, liant ainsi sa vie familiale à celle de Jean Valjean.
- Les images du parachutage le jour du débarquement montrent un avion largueur quadrimoteurs alors qu'étaient utilisés des Douglas DC-3 C47 "Dakota" bimoteurs. Il s'agit d’un Lockheed C-130 Hercules qui évidemment n’existait pas encore puisque sorti en 1954.

## Distinctions
- Golden Globe 1996 du meilleur film étranger aux États-Unis
- César de la meilleure actrice dans un second rôle 1996 pour Annie Girardot